# Philipp de Haas (Rabbiner)
Philipp de Haas (geboren am 6. März 1884 in Pyrmont; gestorben am 16. April 1935 in Oldenburg (Oldb)) war ein deutscher Rabbiner, der von 1929 bis 1935 die Stelle des oldenburgischen Landesrabbiners bekleidete.

## Leben
Der Sohn des Markus de Haas besuchte das Gymnasium in Halberstadt und von 1902 bis 1909 das Jüdisch-Theologische Seminar in Breslau, wo er 1910 die Rabbinatsprüfung ablegte. Daneben studierte er an der Universität Breslau von 1902 bis 1905 und an der Universität Straßburg von 1905 bis 1906. Dort promovierte er zum Dr. phil. Ab 1910 amtierte er zunächst als zweiter Rabbiner in Posen, dann als Rabbiner in Kattowitz. Nach der Abtretung dieser Stadt an Polen 1920 wollte er nicht dort bleiben, bewarb sich um die Stelle des Landesrabbiners in Oldenburg und wurde noch 1920 gewählt. Unter ihm erfolgte die Neuordnung der Rechtsverhältnisse zum Staat und die Neugestaltung der Verfassung der jüdischen Gemeinden durch das Gesetz betr. die Berechtigung der jüdischen Religionsgesellschaft im Landesteil Oldenburg zur Erhebung von Steuern vom 28. März 1927 und durch die erneuerte Gemeindeordnung für die Synagogengemeinden und Landesgemeinde vom 2. April 1924. Die Organisation blieb unverändert, aber die Synagogengemeinderäte und der Landesgemeinderat wurden erweitert. Ein Landesausschuss wurde neu geschaffen und das Disziplinarverfahren wurde geregelt. Die Landesgemeinde und die Synagogengemeinden wurden nunmehr zu Körperschaften des öffentlichen Rechts. Haas gelang es allerdings nicht, vom Ministerium Hilfe für die bedrängte finanzielle Lage der Gemeinden zu erlangen. Die Situation verschlimmerte sich, als die nationalsozialistische Regierung 1932 die Zahlung der seit 1876 gewährten staatlichen Zuschüsse für die Kosten des jüdischen Kultus einstellte. Haas setzte daraufhin sein Gehalt herunter und erreichte in Verhandlungen, dass die oldenburgische jüdische Landesgemeinde sich dem preußischen Landesverband jüdischer Gemeinden anschließen konnte, der daraufhin die Landesgemeinde fast vollständig finanzierte. Die zunehmende Verfolgung der Juden nach der Machtergreifung durch die Nationalsozialisten im Dritten Reich erlebte er noch mit, so etwa den Boykott vom 1. April 1933. Sein Tod 1935 bewahrte ihn dann vor weiteren Verfolgungen. Sein Grab befindet sich auf dem Jüdischen Friedhof in Oldenburg.

## Familie
Haas war mit der aus Dortmund stammenden Anny geb. Markhof (* 1889) verheiratet. Das Paar hatte drei Kinder. Seine Frau konnte noch 1939 auswandern. Ein Sohn und eine Tochter emigrierten ebenfalls 1939 nach Rhodesien. Die Tochter Mirjam heiratete 1936 den Nachfolger ihres Vaters, Leo Trepp (1913–2010), mit dem sie 1938 zunächst nach England und später in die USA auswanderte.